# Partia

La región de Partia dentro del imperio de los medos, alrededor del 600 a. C.; de un atlas histórico ilustrado por William Robert Shepherd.

Partia (persa antiguo: 𐎱𐎼𐎰𐎺 Parθava; parto: 𐭐𐭓𐭕𐭅 Parθaw; persa medio: 𐭯𐭫𐭮𐭥𐭡𐭥 Pahlaw) es una región histórica situada en el noreste de Irán. Fue conquistada y subyugada por el imperio de los medos durante el siglo VII a. C., fue incorporada al posterior imperio aqueménida bajo Ciro el Grande en el siglo VI a. C., y formó parte del Imperio seléucida tras las conquistas de Alejandro Magno en el siglo IV a. C.. Más tarde la región sirvió como base política y cultural de los parnos y de la dinastía arsácida, gobernantes del imperio parto (247 a. C.-224 d. C.). El imperio sasánida, el último estado del Irán preislámico, también dominó la región y mantuvo a los siete clanes partos como parte de su aristocracia feudal.

## Denominación
El nombre Partia es una continuación del latín Partia, del antiguo persa Parthava, que era un término del idioma parto que significaba «de los partos», un pueblo iranio. En el contexto de su período helenístico, Partia también aparece como Parthyaea.

## Geografía
Partia se corresponde en líneas generales con una región en el noreste de Irán. Limitaba al norte con el desierto de Karakum y al sur con la cordillera de Kopet Dag y con el desierto de Kavir. Bordeaba al oeste con Media, al noroeste con Hircania, al noreste con Margiana y al sureste con Aria.
Durante la época arsácida, Partia se unió con Hircania como una sola unidad administrativa, y esa región suele considerarse, según el contexto, una parte de la propia Partia.

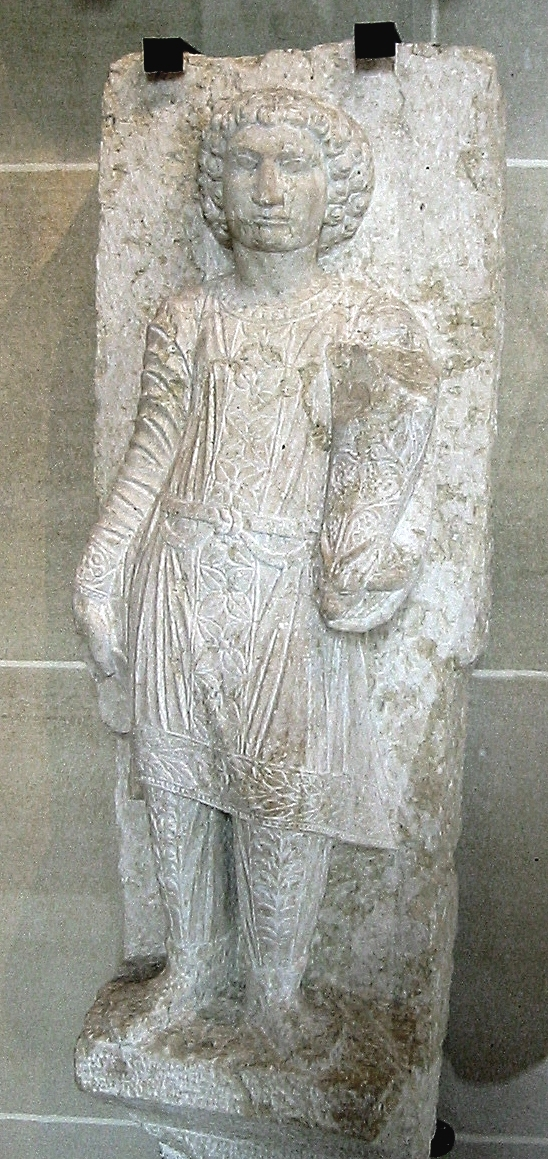
Joven con traje parto. Palmira, Siria, primera mitad del. Decoración de una estela funeraria, Museo del Louvre.

## Historia

### Bajo los aqueménidas
Como región habitada por los partos, Partia aparece por primera vez como una entidad política en las listas aqueménidas de satrapías bajo su dominio. Antes de eso, parece que los pueblos de la región estuvieron sometidos a los medos, y los textos asirios del siglo VII a. C. mencionan un país llamado Partakka o Partukka (aunque puede que «no coincidiera topográficamente con lo que luego fue Partia»).
Un año después de que Ciro II derrotase al rey medo Astiages, Partia se convirtió en una de las primeras provincias en reconocer a Ciro como su gobernante, «y esta alianza aseguró los flancos orientales de Ciro y le permitió dirigir la primera de sus campañas imperiales contra Sardes». Según las fuentes griegas, después de que Darío I se hiciera con el trono aqueménida, los partos se unieron con el rey medo Fraortes para rebelarse contra él. El gobernador persa de la provincia, Histaspes, consiguió reprimir la revuelta, lo que parece haber ocurrido en torno al año 522/521 a. C..
La primera mención indígena irania de Partia se encuentra en la inscripción de Darío I en Behistún, donde Partia figura entre las satrapías cerca de Drangiana. La inscripción data de alrededor del año 520 a. C. El centro de la administración «pudo haber estado en [lo que más tarde sería conocido como] Hecatompilos». Los partos también aparecen en la lista de Heródoto de los pueblos sometidos a los aqueménidas; el historiador trata a los partos, los corasmios, los sogdianos y los areios como pueblos de una sola satrapía (la 16.ª), cuyo tributo anual al rey afirma que era de solo 300 talentos de plata. Esto «ha causado con razón inquietud a los modernos eruditos».
En la batalla de Gaugamela en 331 a. C. entre las fuerzas de Darío III y las de Alejandro Magno, una de las unidades partas fue comandada por Fratafernes, que en ese momento era el gobernador aqueménida de Partia. Tras la derrota de Darío III, Fratafernes entregó su gobierno a Alejandro cuando el macedonio llegó allí en el verano del año 330 a. C. Fratafernes fue nombrado nuevamente gobernador por Alejandro.

### Bajo los seléucidas

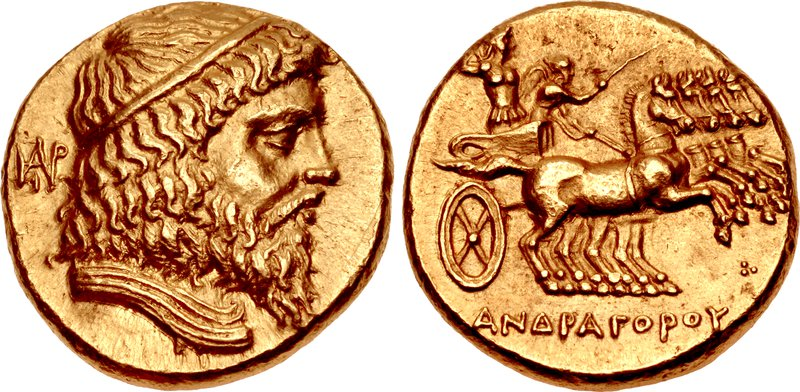
Moneda de Andrágoras, el último sátrapa seléucida de Partia. Proclamó la independencia alrededor del año 250 a. C.

Tras la muerte de Alejandro, en la Partición de Babilonia del año 323 a. C., Partia se convirtió en una región seléucida con Nicanor. Fratafernes, el anterior gobernador, se convirtió en gobernador de Hircania. En 320 a. C., en el Pacto de Triparadiso, Partia fue reasignada a Filipo, anterior gobernador de Sogdiana. Unos pocos años más tarde, la provincia fue invadida por Pitón, gobernador de Media Mayor, quien entonces intentó hacer gobernador a su hermano Eudamo. Pitón y Eudamo fueron rechazados, y Partia permaneció como gobernación por derecho propio.
En 316 a. C., Estasander, un vasallo de Seleuco I Nicátor y gobernador de Bactria (y, al parecer, también de Aria y Margiana) fue nombrado gobernador de Partia. Durante los siguientes sesenta años, varios seléucidas serían nombrados gobernadores de la provincia.
En 247 a. C., después de la muerte de Antíoco II Theos, Ptolomeo III tomó el control de la capital seléucida en Antioquía, y «de esa manera dejó el futuro de la dinastía seléucida por un momento en cuestión». Aprovechando la incertidumbre de la situación política, Andrágoras, el gobernador seléucida de Partia, proclamó su independencia y comenzó a acuñar sus propias monedas. 
Mientras tanto, «un hombre llamado Arsaces, de origen escita o bactriano, [fue] elegido líder de los parni», un pueblo iranio oriental del valle del río Tajen/Tajend, al sureste del mar Caspio. Tras la secesión de Partia respecto al imperio seléucida y la resultante pérdida del apoyo militar seléucida, Andrágoras tuvo dificultad en mantener sus fronteras, y alrededor del año 247 a. C. —bajo el mando de «Arsaces y su hermano Tirídates»— los parni invadieron Partia y tomaron el control de Astabene (Astawa), la región septentrional de ese territorio, cuya capital administrativa era Kabuchan (Quchan).
Poco tiempo después, los partos se apoderaron del resto de Partia tras eliminar a Andrágoras. Aunque inicialmente una expedición punitiva seleúcida al mando de Seleuco II no tuvo éxito, bajo Antíoco III reconquistaron el territorio controlado en el año 209 a. C. por el sucesor de Arsaces, Arsaces II. Este pidió la paz y aceptó el estatus de vasallo, y no fue hasta el nieto (o sobrino nieto) de Arsaces II, Fraates I, cuando los arsácidas comenzarían de nuevo a afirmar su independencia.

### Bajo los arsácidas

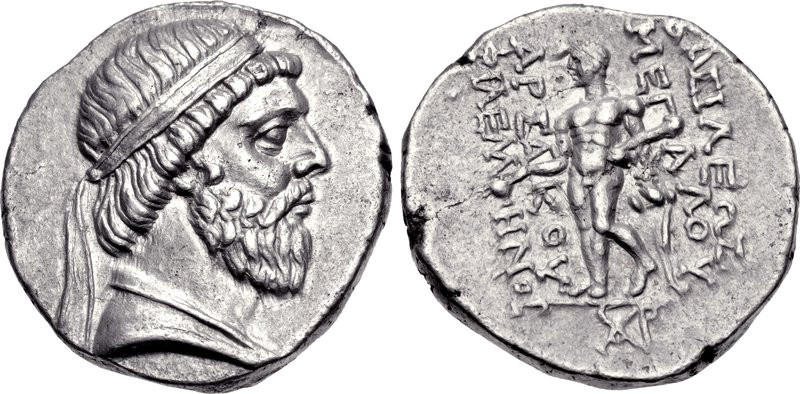
Moneda de Mitrídates I (171-138 a. C.). El reverso muestra a Heracles y la inscripción ΒΑΣΙΛΕΩΣ ΜΕΓΑΛΟΥ ΑΡΣΑΚΟΥ ΦΙΛΕΛΛΗΝΟΣ (Gran Rey Arsaces, amigo de los griegos).

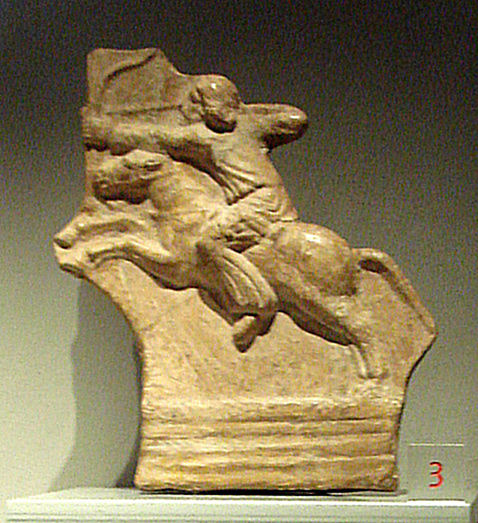
Jinete parto, actualmente expuesto en el Palacio Madama de Turín.

Desde su base en Partia, los dinastas arsácidas extendieron su dominio para incluir la mayor parte del Gran Irán. También establecieron rápidamente varias ramas con el mismo nombre en los tronos de Armenia, Iberia y Albania del Cáucaso. Incluso cuando los arsácidas tuvieron esporádicamente su capital en Partia, la base de su poder estaba allí, entre las familias feudales partas, de cuyo apoyo militar y financiero dependían los arsácidas. A cambio de su apoyo, estas familias recibieron amplias concesiones de tierra en los territorios primeramente conquistadas adyacentes a Partia, que la nobleza parta entonces gobernó como gobernadores provinciales. Las más grandes de estas ciudades-estado fueron Quchan, Semnán, Gorgán, Merv, Zabol y Yazd.
Desde alrededor del año 105 a. C. en adelante, el poder y la influencia de este puñado de familias nobles partas era tal que frecuentemente se opusieron al monarca, y con el tiempo llegarían a ser un «factor decisivo en la caída» de la dinastía.
Desde el año 130 a. C. en adelante, Partia sufrió numerosas incursiones por varias tribus nómadas, incluyendo a los sacas, los yuezhi y los masagetas. En cada ocasión, los dinastas arsácidas respondieron personalmente, haciéndolo incluso cuando había amenazas más severas de los seléucidas o de los romanos amenazándolos en las fronteras occidentales de su imperio (como ocurrió con Mitrídates I). Defender el imperio frente a los nómadas le costó la vida a Fraates II y Artabano I.
Alrededor del año 32 a. C. estalló la guerra civil entre un tal Tirídates que se rebeló contra Fraates IV, probablemente con el apoyo de la nobleza que Fraates había perseguido previamente. La revuelta fue inicialmente exitosa, pero fracasó en el año 25 a. C. En el año 9/8 a. C., la nobleza parta consiguió poner en el trono al rey que prefería, pero Vonones demostró ser demasiado estricto controlando el presupuesto, así que fue usurpado por Artabano II, quien parece haber sido un noble parto no arsácida. Pero cuando Artabano intentó consolidar su posición, fracasó al hacerlo en las regiones donde los gobernantes provinciales partos prevalecieron.
Para el siglo II d. C., las frecuentes guerras con la vecina Roma y con los nómadas, y las luchas internas entre los nobles partos habían debilitado a los arsácidas hasta el punto de que ya no podían defender sus territorios subyugados. El imperio se fracturó a medida que los vasallos reclamaban cada vez más independencia o eran subyugados por otros, y los arsácidas fueron finalmente derrotados por los persas sasánidas, un antiguo vasallo menor del suroeste de Irán, en abril de 224.

### Bajo los sasánidas
Bajo el gobierno sasánida, Partia fue incorporada a una provincia recientemente formada, Jorasán, y por lo tanto dejó de existir como una entidad política. Parte de la nobleza parta siguió resistiéndose al dominio sasánida durante algún tiempo, pero la mayoría cambió su lealtad a los sasánidas muy pronto. Varias familias que reclamaban descender de las familias nobles partas se convirtieron en una institución sasánida llamada las «Siete dinastías», cinco de las cuales son «con toda probabilidad» no partas, pero se inventaron genealogías «para enfatizar la antigüedad de sus familias».

## Lengua y literatura

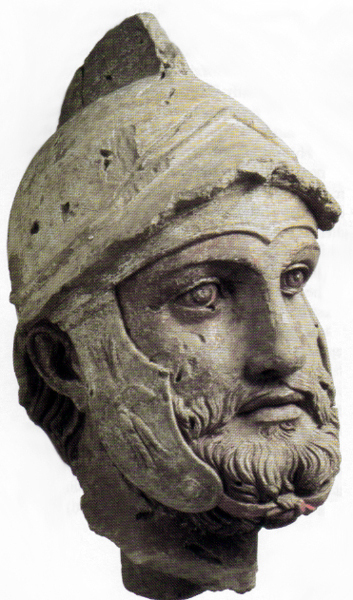
Cabeza esculpida (cortada de una estatua más grande) de un soldado parto que llevaba un casco de estilo helenístico, de la residencia real y necrópolis parta de Nisa, siglo II a. C.

Los partos hablaban parto, un idioma iranio noroccidental. No sobrevive nada de la literatura parta anterior al período sasánida en su forma original, y, de todos modos, parece que solo una pequeña parte de ella se puso por escrito. Los partos, sin embargo, tuvieron una importante literatura oral, mantenida por juglares; de hecho su palabra para juglar —gosan— sobrevive hasta la actualidad en muchos idiomas iranios así como especialmente en armenio (gusan), sobre el que ejerció una fuerte influencia (especialmente léxica y de vocabulario). Estos cantores profesionales estaban presentes en cada faceta de la vida cotidiana parta, desde la cuna hasta la sepultura, y entretenían lo mismo a los reyes que al pueblo, proclamando la riqueza de sus mecenas a través de la asociación con héroes y gobernantes míticos. Estos poemas heroicos, «conocidos principalmente a través del Khwaday-Namag en persa medio, y notablemente a través de la obra Shāhnāmé de Ferdousí, sin duda no se habían olvidado por completo en el Jorasán de la época de Ferdousí».
En la propia Partia, el uso documentado de parto escrito está limitado a los casi 3000 óstraca encontrados (en lo que parece una bodega de vino) en Nisa, en lo que hoy es Turkmenistán. Un puñado de otras evidencias de parto escrito se ha encontrado también fuera de Partia; la más importante de estas es parte de un documento de venta de tierra encontrado en Hawraman (en la provincia iraní de Kermanshah), además de más óstraca, grafiti y el fragmento de una carta de negocios encontrada en Dura Europos (en lo que hoy es Siria).
Los partos arsácidas no parecen haber usado el parto hasta relativamente tarde, y el lenguaje aparece por vez primera en monedas arsácidas durante el reinado de Vologases I (51-58). Evidencia de que el uso del parto fue de todos modos amplio viene de los primeros tiempos sasánidas; las declaraciones de los primeros reyes persas fueron —además de su persa medio nativo— también inscritas en parto.

## Sociedad

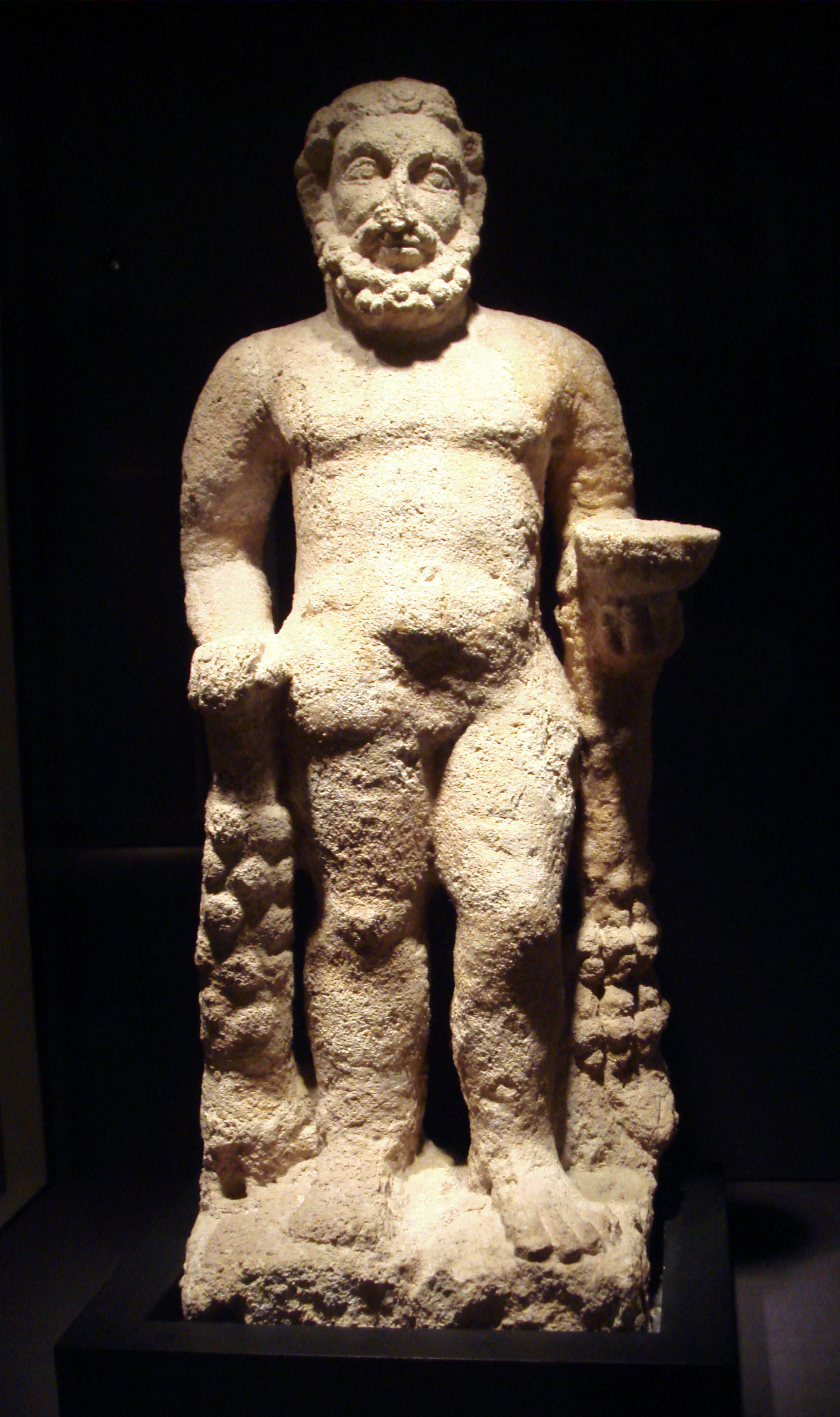
Hércules, Hatra, Irak, periodo parto, siglo I-II d. C.

Las ciudades estado de «cierto tamaño considerable» existían ya en Partia en el I milenio a. C., «y no solo desde la época de los aqueménidas o los seléucidas». Sin embargo, en su mayor parte, la sociedad era rural, y estaba dominada por grandes terratenientes con gran número de siervos, esclavos y otra mano de obra contratada a su disposición. Las comunidades con campesinos libres también existían. 
En la época arsácida, la sociedad parta estaba dividida en cuatro clases de hombres libres. En lo alto estaban los reyes y los miembros cercanos de su familia. Les seguían los nobles menores y el sacerdocio general, seguidos por la clase mercantil y los funcionarios de rango menor, y con granjeros y ganaderos en la base.
Poco se sabe de la economía parta, pero la agricultura debe haber jugado el papel más importante en ella. Un comercio significativo tuvo lugar por vez primera con el establecimiento de la Ruta de la Seda en el año 114 a. C., cuando Hecatompilos se convirtió en un importante cruce de caminos.

## Ciudades

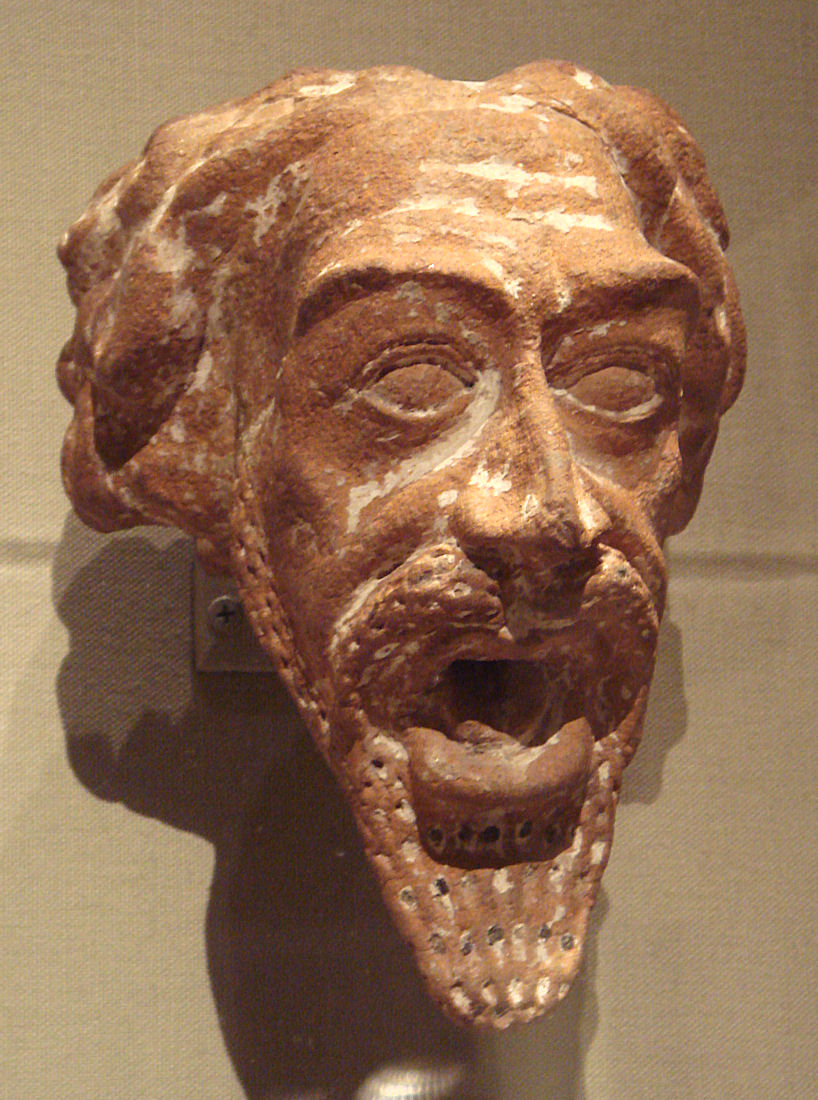
Canalón parto, siglos I-II.

Nisa (Nissa, Nusay) o Mithridatkirt, situada en una de las principales rutas comerciales, fue una de las primeras capitales del imperio Parto (c. 250 a. C.). La ciudad está situada en las estribaciones septentrionales de las montañas de Kopetdag, al oeste de la actual ciudad de Asjabad (capital de Turkmenistán). Nisa tenía una «sala de dos pisos en el estilo griego helenístico» y complejos de templos utilizados por los primeros arsácidas. Durante el reinado de Mitrídates I (c. 171 a. C.-138 a. C.) fue rebautizada como Mithradatkirt (fortaleza de Mitrídates). Merv, Asaak, Hecatompilos y Gorgán fueron otras ciudades de Partia.